# Куля з суцільнометалевою оболонкою

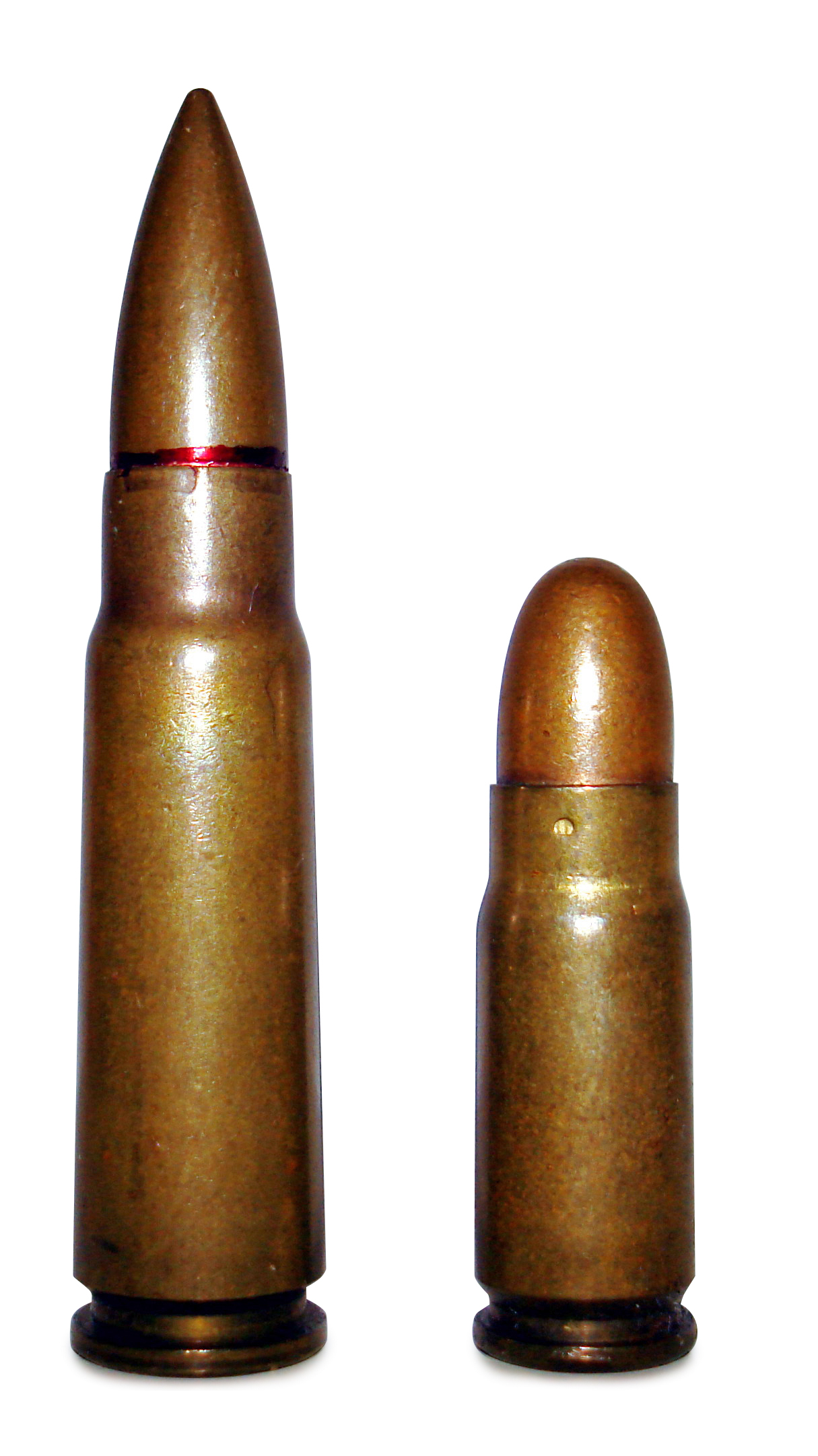
Боєприпаси з суцільнометалевою оболонкою — гвинтівковий (7.62x39мм) і пістолетний (7.62x25мм) патрони

Ку́ля з суці́льнометалевою оболо́нкою (оболонкова куля, англ. Full Metal Jacket, FMJ)  — куля, покрита шаром мідного сплаву (мельхіор) або із сталі. Оболонка покриває практично всю поверхню сердечника. Використання куль з суцільнометалевою оболонкою дозволяє мати вищі початкові швидкості куль, ніж свинцеві кулі. Також використанню оболонки запобігає забрудненню ствола зброї металом і пошкодження сердечника. Боєприпаси з суцільнометалевою оболонкою стали застосовуватися військовими після прийняття Гаазьких угод 1899 років, що забороняли використання експансивних куль у військових цілях як негуманну зброю.

## Переваги і недоліки
Незабаром швидко з'ясувалося, що оболонкові кулі, що прийшли на заміну забороненим боєприпасам, мають кращі характеристики — даний тип боєприпасів був кращий за бронебійними характеристиками, стійкий до корозії і не викликав частих осічок.
Але оскільки оболонкові кулі не розширюються при попаданні, вони деколи мали низький зупиняючий ефект і до того ж схильність до рикошету.

## Кулі з оболонкою, що руйнується
Деякі гвинтівкові кулі через конструкційні особливості наносять важчі рани, ніж інші. Не всі кулі містять в собі суцільнометалевий сердечник.
- Хоча британські боєприпаси .303 British задовольняють вимогам Гаазьких конвенцій, вони наносять більшу шкоду через своє компонування. Центр маси подібної кулі зміщений назад — головна частина сердечника зроблена з легшого матеріалу, через що куля розвертається при зіткненні з перешкодою, створюючи обширні рани. Так само сконструйований і радянський набій 5,45x39 мм, який мав порожнисту виїмку в головній частині.
- У НАТОвського патрона 5,56×45 мм оболонка дуже тонка, через що куля може вихляти й руйнуватися при зіткненні з перешкодою. Крім того, через малу вагу куля має схильність рикошетити.
- У іншому боєприпасі НАТО — у патроні 7,62×51 мм НАТО — використовується сталева оболонка замість мідносплавної, через що вона дуже часто руйнується після зіткнення з перешкодою.